# Arbejdstidsaftale
En arbejdstidsaftale er en central eller decentral overenskomst mellem arbejdsgivere og lønmodtagere om arbejdstidens anvendelse og fordeling på forskellige opgaver. Centralt fastsatte arbejdstidsaftaler i forbindelse med overenskomsterne har været almindelige i undervisningssektoren i Danmark, men er blevet sjældnere efter ophævelsen af sådanne aftaler for gymnasie- og folkeskolelærere i april 2013.